# Oxycnemis gracillinea
Oxycnemis gracillinea är en fjärilsart som beskrevs av Augustus Radcliffe Grote 1881. Oxycnemis gracillinea ingår i släktet Oxycnemis och familjen nattflyn. Inga underarter finns listade i Catalogue of Life.